# 维利内 (别里斯拉夫区)
维利内（烏克蘭語：Вільне），2024年9月前名为佩尔绍特拉夫内韦（烏克蘭語：Першотравневе），是烏克蘭南部赫爾松州贝里斯拉夫区贝里斯拉夫市镇内的村落。面積0.47平方公里，海拔高度55米，2001年人口162，人口密度每平方公里342.5人。
2024年9月19日，乌克兰最高拉达将此村的名字改为维利内。